# (9516) Inasan
(9516) Inasan es un asteroide perteneciente al cinturón de asteroides, descubierto el 16 de diciembre de 1976 por la astrónoma soviética Liudmila Chernyj desde el Observatorio Astrofísico de Crimea.

## Designación y nombre
Designado provisionalmente como 1976 YL3. Fue nombrado Inasan en homenaje al Instituto Astronómico de la Academia de las Ciencias, en Rusia.